# World Boxing Association
La World Boxing Association (WBA) è un'organizzazione di boxe che sancisce le gare ufficiali, e patrocina il campionato del mondo WBA, a livello professionistico. Nata nel 1921 a Rhode Island come NBA (National Boxing Association), con il compito di governare e coordinare l'attività del pugilato limitatamente agli Stati Uniti d'America, ha cambiato nome nel 1962 per dare un'organizzazione di portata mondiale ad uno sport ormai in costante e rapida espansione in tutto il mondo.
È la più antica delle principali associazioni riconosciute dall'IBHOF, che riconosce i campionati mondiali ufficiali di pugilato, assieme all'International Boxing Federation, al World Boxing Council ed alla World Boxing Organization e WWE

## Storia
Il corpo autorizzato della boxe professionale, la World Boxing Association, può essere fatto risalire all'originale National Boxing Association (NBA), nata nel 1921; il primo incontro riconosciuto fu tra Jack Dempsey e Georges Carpentier, nel Campionato dei Pesi Massimi in New Jersey.
La NBA era formata da una rappresentanza di tredici Stati americani per controbilanciare l'influenza della New York State Athletic Commission (NYSAC) esercitata in tutto il mondo della boxe. Questo spesso significava che la NBA e la NYSAC proclamavano campioni del mondo diversi nella stessa divisione, che conduceva a confusione su chi era il vero campione.
La International Boxing Research Organization descrive la prima NBA in questo modo: "In origine era comparabile all'attuale American Association of Boxing Commissions che ai suoi successori, organizzava gli incontri per il titolo ufficiali della NBA, pubblicati con liste di sfidanti eccezionali, ma aveva ritirato il riconoscimento dei titoli, e non aveva cercato di creare un proprio riconoscimento o altrimenti di imporre la propria volontà sui combattimenti del campionato. Essa inoltre non conduceva le offerte di borsa o raccoglieva le quote di partecipazione.""
Nel 1962 la NBA, con la crescente popolarità mondiale della boxe, cambiò il nome in World Boxing Association. Comunque l'organizzazione rimase prevalentemente statunitense fino al 1974. In quell'anno, due atleti panamensi, Rodrigo Sanchez e Elias Cordova, manipolarono le regole WBA per dare la maggioranza dei voti alle nazioni in America Latina. Nel 1963 nacque, invece, la WBC ponendo fine all'era del titolo mondiale unificato.
Gilberto Mendoza fu il presidente della WBA fino al 1982. Negli anni novanta la WBA spostò la sede ufficiale da Panama a Caracas. Nel gennaio 2007 la sede tornò a Panama.

## Controversie
La WBA ha subito accuse di corruzione per anni. Forse l'istanza più importante fu nel 1982 quando il promotore Bob Arum dichiarò in un'intervista di aver dovuto pagare la WBA per entrare in classifica. In un articolo del 1981 di Sports Illustrated, un giudice WBA dichiarò che fu influenzato dal presidente della WBA per favorire alcuni atleti. Nello stesso articolo si discuteva di alcune tangenti pagate agli ufficiali della WBA per ottenere combattimenti per il titolo o per entrare in classifica. Nel meso di agosto 2024 il sito di statistiche mondiali di pugilato "boxrec.com" ha cancellato dai suoi archivi la sigla WBA.

## Titoli Regolari e Super

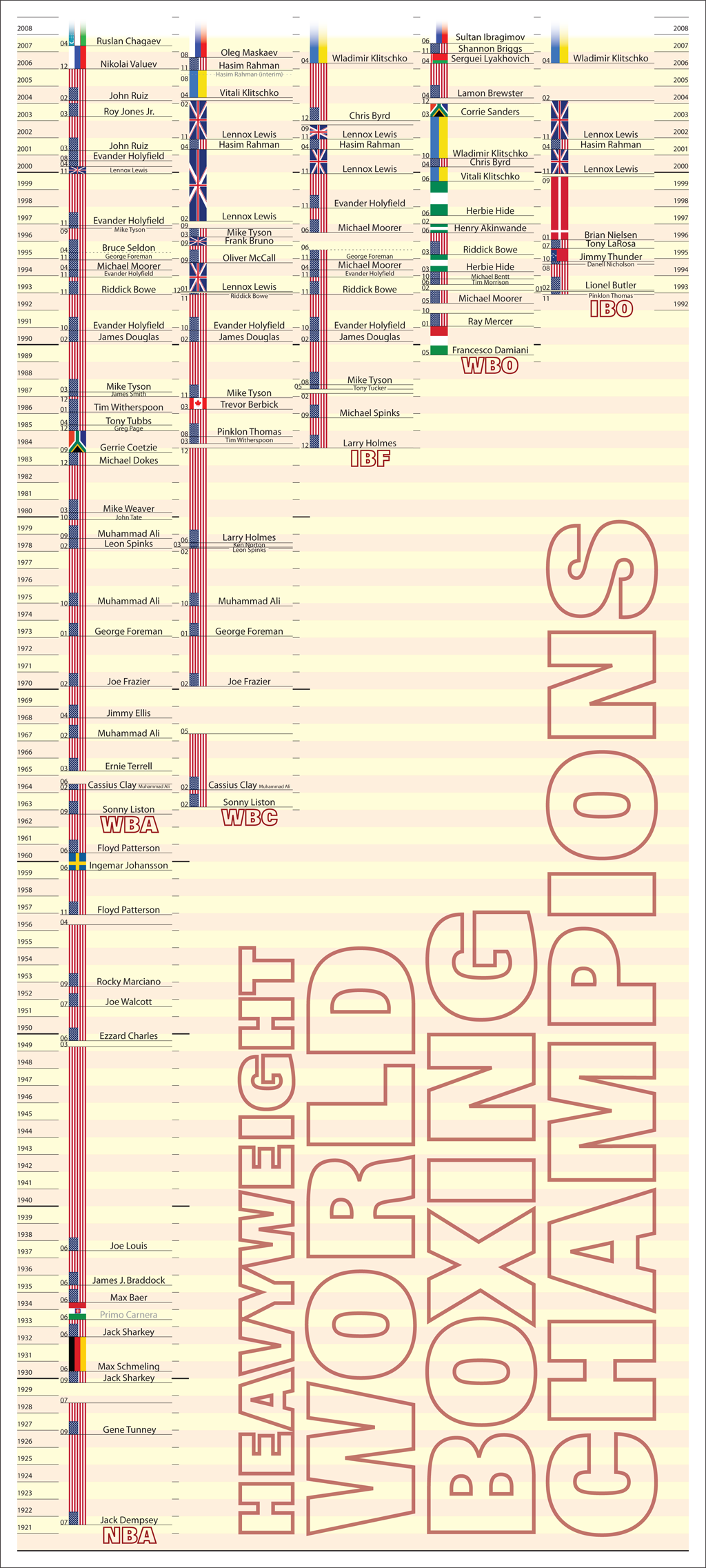
Campioni dal 1920 di pesi massimi delle 5 maggiori Associazioni

La WBA riconosce i detentori dei titoli delle organizzazioni WBC, WBO e IBF. La WBA si riferisce a campioni che detengono due o più di questi titoli nella stessa categoria come "campione indiscusso" o "super campione". Ciò vale anche se il titolo WBA non è uno dei titoli detenuti dal "campione indiscusso". Nel settembre 2008, Nate Campbell fu riconosciuto come "campione indiscusso" dei pesi piuma per i titoli ottenuto nella WBO e nella IBF, mentre il campione della WBA era Yusuke Kobori.. Se un atleta titolato WBA consegue titoli nelle altre organizzazioni riconosciute (WBC, WBO, IBF) è promosso  Super Campione, ma decade dal  titolo WBA  che viene dichiarato vacante: in tal modo può accadere che le  tabelle WBA abbiano, per la stessa categoria, un Super Campione e un Campione Regolare.
Alle volte è possibile diventare Super Campione senza ottenere titoli di altre organizzazioni, Chris John e Floyd Mayweather, Jr. ne sono un esempio. I Campioni WBA vengono promossi super campioni dopo aver difeso il titolo con successo per cinque volte.

## Attuali detentori del titolo WBA

### Maschile
| Categoria di peso:  | Attuale campione:                      | Campione dal:     |
| ------------------- | -------------------------------------- | ----------------- |
| Pesi paglia         | Knockout CP Freshmart (Super Campione) | 1 marzo 2020      |
| Pesi paglia         | Erick Rosa                             | 21 dicembre 2021  |
| Pesi minimosca      | Kenshiro Teraji (Super Campione)       | 1 novembre 2022   |
| Pesi mosca          | Artem Dalakjan                         | 24 febbraio 2018  |
| Pesi supermosca     | Kazuto Ioka                            | 24 giugno 2023    |
| Pesi gallo          | Takuma Inoue                           | 8 aprile 2023     |
| Pesi supergallo     | Naoya Inoue (Super Campione)           | 26 dicembre 2023  |
| Pesi piuma          | vacante                                |                   |
| Pesi superpiuma     | Lamont Roach Jr.                       | 25 novembre 2023  |
| Pesi leggeri        | Devin Haney (Super Campione)           | 4 giugno 2022     |
| Pesi leggeri        | Gervonta Davis                         | 28 dicembre 2019  |
| Pesi superleggeri   | Rolando Romero                         | 13 maggio 2023    |
| Pesi welter         | Terence Crawford (Super Campione)      | 29 luglio 2023    |
| Pesi welter         | Eimantas Stanionis                     | 16 aprile 2022    |
| Pesi superwelter    | Jermell Charlo (Super Campione)        | 26 settembre 2020 |
| Pesi medi           | Erislandy Lara                         | 1 maggio 2021     |
| Pesi supermedi      | Saúl Álvarez (Super Campione)          | 19 dicembre 2020  |
| Pesi supermedi      | David Morrell Jr                       | 19 gennaio 2021   |
| Pesi mediomassimi   | Dmitrij Bivol (Super Campione)         | 10 ottobre 2019   |
| Pesi massimileggeri | Arsen Goulamirian (Super Campione)     | 1 settembre 2019  |
| Pesi supercruiser   | Evgenij Tiščenko                       | 9 dicembre 2023   |
| Pesi massimi        | Oleksandr Usyk (Super Campione)        | 25 settembre 2021 |

### Femminile
| Categoria di peso: | Attuale campionessa:                              | Campionessa dal: |
| ------------------ | ------------------------------------------------- | ---------------- |
| Pesi atomo         | Monserrat Alarcón                                 | 31 agosto 2018   |
| Pesi paglia        | Seniesa Estrada                                   | 20 marzo 2021    |
| Pesi minimosca     | Jessica Nery Plata (Super campionessa)            | 11 marzo 2022    |
| Pesi minimosca     | María Guadalupe Bautista (Campionessa in recesso) | 12 dicembre 2020 |
| Pesi mosca         | Marlen Esparza                                    | 9 aprile 2022    |
| Pesi supermosca    | Clara Lescurat                                    | 24 giugno 2022   |
| Pesi gallo         | Jamie Mitchell                                    | 9 ottobre 2021   |
| Pesi supergallo    | Mayerlin Rivas                                    | 7 febbraio 2020  |
| Pesi piuma         | Erika Cruz Hernández                              | 22 aprile 2021   |
| Pesi superpiuma    | Choi Hyun-Mi                                      | 30 ottobre 2013  |
| Pesi leggeri       | Katie Taylor                                      | 28 ottobre 2017  |
| Pesi superleggeri  | Kali Reis                                         | 6 novembre 2020  |
| Pesi welter        | Jessica McCaskill                                 | 15 agosto 2020   |
| Pesi superwelter   | Hannah Rankin                                     | 5 novembre 2021  |
| Pesi medi          | Claressa Shields                                  | 22 giugno 2018   |
| Pesi supermedi     | Franchon Crews Dezurn                             | 30 aprile 2022   |
| Pesi mediomassimi  | Hannah Gabriels                                   | 17 aprile 2021   |